# Перфектният ритъм 2
„Перфектният ритъм 2“ (на английски: Pitch Perfect 2) е американски филм от 2015 г., режисиран от Елизабет Банкс, по сценарий на Кей Кенън. Филмът е продължение на „Перфектният ритъм“ от 2012 г.
Снимките на „Перфектният ритъм 2“ започват на 21 май 2014 г. в Щатския университет на Луизиана в Батън Руж.
Премиерата на „Перфектният ритъм 3“ е планирана за 21 юли 2017 г.

## Актьорски състав
| Актьор                 | Роля        |
| ---------------------- | ----------- |
| Ана Кендрик            | Бека        |
| Ребел Уилсън           | Ейми        |
| Хейли Стейнфелд        | Емили       |
| Британи Сноу           | Клои        |
| Скайлар Астин          | Джеси       |
| Адам Девайн            | Бъмпър      |
| Кейти Сегал            | Катрин      |
| Ана Кемп               | Обри        |
| Бен Плат               | Бенджи      |
| Алексис Нап            | Стейси      |
| Хана Мей Ли            | Лили        |
| Естер Дийн             | Синтия Роуз |
| Криси Фит              | Фло         |
| Кели Джакъл            | Джесика     |
| Шели Регнър            | Ашли        |
| Биргите Йорт Сьоренсен | Комисар     |
| Флула Борг             | Кремер      |